# Accident de radiation marocain en 1984
L'accident de radiation marocain en 1984 a été provoqué par une source d'iridium 192 employée pour radiographier des soudures sur un site industriel. Elle a été perdue sur un chantier, ramassée par un passant qui l'a emportée à son domicile. Le bilan est de 8 morts et 3 personnes blessées.

## Chronologie
En mars 1984, sur un chantier d'une usine en construction à Mohammédia dans la banlieue de Casablanca, une source d'iridium 192 d'environ 30 curies s'est détachée de son mécanisme de support. Elle a été ramassée par un passant qui l'a ramenée chez lui et l'a posée sur une table dans la chambre de la famille. Entre mai et juin 1984, 8 personnes (dont les deux parents et leurs 4 enfants) meurent à l'hôpital d'« hémorragies pulmonaires ». Leur diagnostic initial suspectait un empoisonnement. Après la mort du dernier membre de la famille, une irradiation est suspectée. La source n'est identifiée qu'en juin 1984. Le diagnostic exact n'a été réalisé que 80 jours après l'exposition initiale. Bien que le boitier contenant la source était identifié comme radioactif, la source elle-même n'avait aucun signe distinctif. Trois personnes sérieusement irradiées ont été soignées à l'Institut Curie à Paris.
Plus de 30 ans après cet évènement, des accidents ayant la même cause (source perdue et récupérée par un passant) se produisent toujours dans le monde, comme par exemple l'Accident nucléaire de Goiânia au Brésil, ou d'autres accidents au Pérou ou au Chili.